# Richland (Missouri)
Richland és una població dels Estats Units a l'estat de Missouri. Segons el cens del 2000 tenia 1.805 habitants.

## Demografia
Segons el cens del 2000, Richland tenia 1.805 habitants, 806 habitatges, i 490 famílies. La densitat de població era de 307 habitants per km².
Dels 806 habitatges en un 28,5% hi vivien nens de menys de 18 anys, en un 44,3% hi vivien parelles casades, en un 12,9% dones solteres, i en un 39,1% no eren unitats familiars. En el 35,6% dels habitatges hi vivien persones soles el 17,2% de les quals corresponia a persones de 65 anys o més que vivien soles. El nombre mitjà de persones vivint en cada habitatge era de 2,18 i el nombre mitjà de persones que vivien en cada família era de 2,81.
Per edats la població es repartia de la següent manera: un 24% tenia menys de 18 anys, un 6,9% entre 18 i 24, un 25,4% entre 25 i 44, un 22,4% de 45 a 60 i un 21,2% 65 anys o més.
L'edat mediana era de 40 anys. Per cada 100 dones de 18 o més anys hi havia 78,5 homes.
La renda mediana per habitatge era de 22.821 $ i la renda mediana per família de 30.583 $. Els homes tenien una renda mediana de 25.781 $ mentre que les dones 18.527 $. La renda per capita de la població era de 14.209 $. Entorn del 17,5% de les famílies i el 23,5% de la població estaven per davall del llindar de pobresa.

## Poblacions més properes
El següent diagrama mostra les poblacions més properes.